# Hermann Ignác
Hermann Ignác (? – ?) magyar labdarúgó.

## Sikerei, díjai
Ferencvárosi TC
- Magyar bajnokság
  - ezüstérmes: 1918–19
  - bronzérmes: 1919–20